# Who's Johnny?
"Who's Johnny" is de  debuutsingle van de Amerikaanse zanger El DeBarge als soloartiest uit de zomer van 1986. De plaat werd de titelsong voor de film Short Circuit en werd een hit in Noord-Amerika, Oceanië en het Nederlandse taalgebied in Europa.

## Achtergrond
In El Debarges' thuisland de Verenigde Staten bereikte de plaat de 3e positie in de Billboard Hot 100 en de nummer 1-positie in de Hot R & B Singles-chart. In Canada werd zelfs de nummer 1-positie bereikt, in Nieuw-Zeeland de 27e en in Australië de 33e positie.
In Nederland was de plaat op donderdag 17 juli 1986 TROS Paradeplaat op de befaamde TROS donderdag op Radio 3 en werd mede hierdoor een grote hit in de destijds twee landelijke hitlijsten op de nationale publieke popzender. De plaat bereikte de 3e positie in de Nederlandse Top 40 en de 7e positie in de Nationale Hitparade. In de Europese hitlijst op Radio 3, de TROS Europarade, werd de 30e positie bereikt.
In België bereikte de plaat de 3e positie in de voorloper van de Vlaamse Ultratop 50 en de 4e positie in de Vlaamse Radio 2 Top 30. In Wallonië werd géén notering behaald.
Het was de eerste soloplaat van El DeBarge nadat hij de groep DeBarge (een muzikale groep bestaande uit familieleden) verliet.
In de sinds december 1999 jaarlijks uitgezonden NPO Radio 2 Top 2000 van de Nederlandse publieke radiozender NPO Radio 2, stond de plaat uitsluitend in 1999 en 2000 in de lijst genoteerd met als hoogste positie een 1753e positie in 2000.

## NPO Radio 2 Top 2000
| Nummer met noteringen in de NPO Radio 2 Top 2000 | '99  | '00  |
| ------------------------------------------------ | ---- | ---- |
| Who's Johnny?                                    | 1895 | 1753 |

1. ↑  Een vetgedrukt getal geeft de hoogste notering aan.
2. ↑  Deze tabel is bijgewerkt tot en met de laatste editie (2024).